# Julius Buths
Julius Buths (né à Wiesbaden le 7 mai 1851; décédé à Düsseldorf le 12 mars 1920) est un pianiste, chef d'orchestre et compositeur llemand. Il est connu pour avoir fait découvrir en Allemagne les œuvres d'Edward Elgar, dont il a dirigé les premières européennes continentales des Variations Enigma et de The Dream of Gerontius. Il a aussi défendu la musique de Frederick Delius et Gustav Mahler.

## Débuts
Julius Emil Martin Buths est le fils d'un hautboïste. Il étudie la musique à Cologne avec Ferdinand Hiller, à Berlin avec Friedrich Kiel, en Italie et à Paris.
Il est chef d'orchestre à Breslau de 1875 à 1879 puis à Elberfeld jusqu'en 1890. Il est alors nommé directeur musical de Düsseldorf et il joue un rôle important dans le Festival de musique de Basse-Rhénanie (en) pendant plusieurs années. En 1890 il devient codirecteur du festival avec Hans Richter, en 1893 directeur unique, en 1896 il partage le poste avec Johannes Brahms et Richard Strauss, en 1902 avec Strauss et directeur unique en 1905.
Il joue fréquemment à Düsseldorf de la musique de chambre avec Max Reger et Joseph Joachim.
Il devient en 1902 directeur du Conservatoire de Düsseldorf (de) et reste à ce poste jusqu'en 1908.
Buth meurt le 12 mars 1920 à l'âge de 68 ans.

## Elgar
Buths est présent à Birmingham lors de la création de The Dream of Gerontius d'Edward Elgar en octobre 1900. Il est très impressionné par cet oratorio et le traduit en allemand et avec l'aide d'August Jaeger le produit en Allemagne lors d'une première européenne le 19 décembre 1901 à Düsseldorf. Elgar est présent et écrit « Il a complètement retranscrit mon idée de l'œuvre : le chœur était très bien ». Buths le rejoue à Düsseldorf le 19 mai 1902 lors du Festival de musique de Basse-Rhénanie,,,. La soliste est Muriel Foster et Elgar assiste une nouvelle fois à la représentation ; il est appelé vingt fois sur scène pour être applaudit. C'est la représentation qui a convaincu finalement Elgar qu'il a vraiment écrit une œuvre satisfaisante. Richard Strauss, le codirecteur du festival, est suffisamment impressionné par ce qu'il a entendu pour dire lors d'une réception post-concert : « Je bois au succès et au bien-être du premier musicien anglais progressif, Meister Elgar ». Les deux représentations de 1901 et 1902 sont complètes.
Pendant ce temps Buths dirige la première européenne des Variations Enigma à Düsseldorf le 7 février 1901,.
Il traduit également en allemand The Apostles et The Kingdom d'Elgar. Alors en Allemagne pour diriger sa première symphonie à Krefeld en décembre 1910, Elgar prend la peine de rendre visite à Buths à Düsseldorf.
Elgar dédie sa pièce pour piano Skizze à Buths.

## Delius
L'enthousiasme de Buth pour la musique anglaise s'étend également aux œuvres de Frederick Delius. En tant que pianiste, il est soliste le de la première représentation du concerto pour piano en do mineur de Delius à Elberfeld en 1904, dirigé par Hans Haym. Il a aussi écrit des arrangements pour deux pianos de la partition. Il dirige la seconde représentation d'Appalachia au Festival de musique de Basse-Rhénanie en juin 1905.

## Mahler
Il dirige la symphonie Résurrection de Gustav Mahler à Düsseldorf le 3 avril 1903. Il a préparé le concert en échangeant par courrier auparavant avec le compositeur qui lui a conseillé de marquer une pause significative entre le premier et le second mouvement. Mais Buths a néanmoins marqué une longue pause (cinq minutes) entre le quatrième et le cinquième mouvement ; Mahler l'a félicité pour sa perspicacité et sa sensibilité et pour son courage pour avoir osé ignoré les souhaits du compositeur.
En 1906, avec Ossip Gabrilowitsch, Alban Berg et Oskar Fried, Butt commence les répétitions pour la première de la sixième symphonie de Mahler à Essen.

## Œuvres
Buth compose un concerto pour piano en ré mineur, la cantate Rinaldo, un quatuor à cordes, un quintette pour piano et quelques chants et œuvres instrumentales.